# Johann Koch (Politiker, 1873)

Johann Koch

Johann Koch (* 10. März 1873 in Katernberg; † 4. März 1937 in Essen) war ein deutscher Politiker des Zentrums.

## Leben und Beruf
Johann Koch trat nach dem Besuch der Volksschule 1889 in den Dienst der Reichspost ein, wo er 1909 zum Oberpostschaffner befördert wurde. Er war Mitbegründer und Vorstandsmitglied des Verbandes der unteren Post- und Telegraphenbeamten.

## Abgeordneter
Koch gehörte für das Zentrum 1919/20 der Weimarer Nationalversammlung an. Anschließend war er bis Mai 1924 und erneut von Dezember 1924 bis 1928 Reichstagsabgeordneter.